# Aldeia Nova (Trancoso)
Aldeia Nova é uma povoação portuguesa sede da Freguesia de Aldeia Nova do Município de Trancoso, freguesia com 25,60 km² de área e 276 habitantes (censo de 2021), tendo, por isso, uma densidade populacional de 10,8 hab./km².

## Demografia
Nota: No censo de 1864  Aldeia Nova e Aldeia Velha eram freguesias distintas, com 496 habitantes e 300 habitantes, respetivamente. Nos censos de 1878 a 1911 estavam anexadas. No censo de 1920 Aldeia Velha já fazia parte desta freguesia.
A população registada nos censos foi:
| Distribuição da População por Grupos Etários | Distribuição da População por Grupos Etários | Distribuição da População por Grupos Etários | Distribuição da População por Grupos Etários | Distribuição da População por Grupos Etários |
| -------------------------------------------- | -------------------------------------------- | -------------------------------------------- | -------------------------------------------- | -------------------------------------------- |
| Ano                                          | 0-14 Anos                                    | 15-24 Anos                                   | 25-64 Anos                                   | > 65 Anos                                    |
| 2001                                         | 36                                           | 46                                           | 176                                          | 136                                          |
| 2011                                         | 14                                           | 23                                           | 163                                          | 132                                          |
| 2021                                         | 13                                           | 7                                            | 100                                          | 156                                          |

## Localidades
Além da sede, a freguesia engloba ainda as localidades de:
- Alcudra
- Aldeia Velha

## Património
- Igreja Matriz de Nossa Senhora da Conceição;
- Capela de Nossa Senhora da Conceição.

## Festividades
- Festa do Emigrante - fim de semana mais próximo do dia 15 de Agosto
- Festa de Nosso Senhor dos Aflitos - Domingo a seguir da Páscoa